# Pedro Henríquez Ureña
Pour les articles homonymes, voir Henriquez.
Pedro Henríquez Ureña, né le 29 juin 1884 à Saint-Domingue et mort le 11 mai 1946  à Buenos Aires, est un intellectuel, philologue, critique littéraire, humaniste, essayiste, poète et écrivain dominicain.

## Biographie
Il était le fils de Francisco Henríquez y Carvajal (es), médecin, avocat, écrivain, pédagogue et homme politique dominicain, et de Salomé Ureña, grande poétesse et éducatrice dominicaine.
Il vécut à Cuba où il publia ses premiers livres, puis au Mexique. Il voyagea en France où il publia en 1910 à Paris Horas de estudio, un recueil de tous ses travaux. Il continua son travail de recherche et d'enseignement aux États-Unis et en Argentine (à Buenos Aires et La Plata).
Il publia El Nacimiento de Dionisios (1916), En la orilla : mi España (1922), La utopía de América (1925), Seis ensayos en busca de nuestra expresión, La cultura y las letras coloniales en Santo Domingo (1936), Corrientes Literarias en la América Hispana (publié d'abord en anglais en 1945, puis en espagnol après sa mort en 1949).
Il vécut la dernière étape de sa vie en Argentine. Il enseigna à La Plata et travailla dans diverses activités littéraires, donna des conférences et améliora l'organisation des bibliothèques.
Il mourut en 1946 des suites d'une attaque cardiaque lors de son trajet quotidien entre Buenos Aires et La Plata.

### Vie privée et arbre généalogique
Pedro Henríquez Ureña est marié à la mexicaine d'ascendance italienne Isabel Lombardo Toledano (sœur de Vicente Lombardo Toledano (es)), avec qui il a deux filles : Natacha et Sonia Henríquez Lombardo.
Son grand-père paternel, Noel Henríquez Altías (1813–?), est un Séfarade né à Curaçao et descendant d'un Juif expulsé d'Espagne qui a émigré aux Pays-Bas. Sa grand-mère paternelle, Clotilde Carvajal Fernández (1819–1873), était la fille du cubain Salvador Carvajal et de la dominicaine d'ascendance Taïno Juana Fernández, descendante des derniers indigènes qui sont restés dans le domaine accordé par le cacique Enriquillo.
|  |                                                        |  |  |  |  |  |  |  |  |  |  |  |  |  |  |  |
|  | 8. Juan José Henríquez                                 |  |  |  |  |  |  |  |  |  |  |  |  |  |  |  |
|  |                                                        |  |  |  |  |  |  |  |  |  |  |  |  |  |  |  |
|  |                                                        |  |  |  |  |  |  |  |  |  |  |  |  |  |  |  |
|  | 4. Noel Henríquez Altías (n. 1813)                     |  |  |  |  |  |  |  |  |  |  |  |  |  |  |  |
|  |                                                        |  |  |  |  |  |  |  |  |  |  |  |  |  |  |  |
|  |                                                        |  |  |  |  |  |  |  |  |  |  |  |  |  |  |  |
|  | 9. Clemencia Altías                                    |  |  |  |  |  |  |  |  |  |  |  |  |  |  |  |
|  |                                                        |  |  |  |  |  |  |  |  |  |  |  |  |  |  |  |
|  |                                                        |  |  |  |  |  |  |  |  |  |  |  |  |  |  |  |
|  | 2. Francisco Henríquez y Carvajal (es) (1859–1935)     |  |  |  |  |  |  |  |  |  |  |  |  |  |  |  |
|  |                                                        |  |  |  |  |  |  |  |  |  |  |  |  |  |  |  |
|  |                                                        |  |  |  |  |  |  |  |  |  |  |  |  |  |  |  |
|  | 10. Salvador Carvajal                                  |  |  |  |  |  |  |  |  |  |  |  |  |  |  |  |
|  |                                                        |  |  |  |  |  |  |  |  |  |  |  |  |  |  |  |
|  |                                                        |  |  |  |  |  |  |  |  |  |  |  |  |  |  |  |
|  | 5. Clotilde Carvajal Fernández (1819–1873)             |  |  |  |  |  |  |  |  |  |  |  |  |  |  |  |
|  |                                                        |  |  |  |  |  |  |  |  |  |  |  |  |  |  |  |
|  |                                                        |  |  |  |  |  |  |  |  |  |  |  |  |  |  |  |
|  | 11. Juana Fernández                                    |  |  |  |  |  |  |  |  |  |  |  |  |  |  |  |
|  |                                                        |  |  |  |  |  |  |  |  |  |  |  |  |  |  |  |
|  |                                                        |  |  |  |  |  |  |  |  |  |  |  |  |  |  |  |
|  | 1. Pedro Nicolás Federico Henríquez Ureña              |  |  |  |  |  |  |  |  |  |  |  |  |  |  |  |
|  |                                                        |  |  |  |  |  |  |  |  |  |  |  |  |  |  |  |
|  |                                                        |  |  |  |  |  |  |  |  |  |  |  |  |  |  |  |
|  | 24. Carlos de Ureña                                    |  |  |  |  |  |  |  |  |  |  |  |  |  |  |  |
|  |                                                        |  |  |  |  |  |  |  |  |  |  |  |  |  |  |  |
|  |                                                        |  |  |  |  |  |  |  |  |  |  |  |  |  |  |  |
|  | 12. Francisco Ureña Mañón                              |  |  |  |  |  |  |  |  |  |  |  |  |  |  |  |
|  |                                                        |  |  |  |  |  |  |  |  |  |  |  |  |  |  |  |
|  |                                                        |  |  |  |  |  |  |  |  |  |  |  |  |  |  |  |
|  | 25. Catalina Mañón                                     |  |  |  |  |  |  |  |  |  |  |  |  |  |  |  |
|  |                                                        |  |  |  |  |  |  |  |  |  |  |  |  |  |  |  |
|  |                                                        |  |  |  |  |  |  |  |  |  |  |  |  |  |  |  |
|  | 6. Nicolás Ureña de Mendoza (1822–1875)                |  |  |  |  |  |  |  |  |  |  |  |  |  |  |  |
|  |                                                        |  |  |  |  |  |  |  |  |  |  |  |  |  |  |  |
|  |                                                        |  |  |  |  |  |  |  |  |  |  |  |  |  |  |  |
|  | 26. José Valerio de Mendoza                            |  |  |  |  |  |  |  |  |  |  |  |  |  |  |  |
|  |                                                        |  |  |  |  |  |  |  |  |  |  |  |  |  |  |  |
|  |                                                        |  |  |  |  |  |  |  |  |  |  |  |  |  |  |  |
|  | 13. Ramona de Mendoza                                  |  |  |  |  |  |  |  |  |  |  |  |  |  |  |  |
|  |                                                        |  |  |  |  |  |  |  |  |  |  |  |  |  |  |  |
|  |                                                        |  |  |  |  |  |  |  |  |  |  |  |  |  |  |  |
|  | 3. Salomé Ureña (1850–1897)                            |  |  |  |  |  |  |  |  |  |  |  |  |  |  |  |
|  |                                                        |  |  |  |  |  |  |  |  |  |  |  |  |  |  |  |
|  |                                                        |  |  |  |  |  |  |  |  |  |  |  |  |  |  |  |
|  | 28. Ignacio Díaz                                       |  |  |  |  |  |  |  |  |  |  |  |  |  |  |  |
|  |                                                        |  |  |  |  |  |  |  |  |  |  |  |  |  |  |  |
|  |                                                        |  |  |  |  |  |  |  |  |  |  |  |  |  |  |  |
|  | 14. Pedro Díaz de Castro                               |  |  |  |  |  |  |  |  |  |  |  |  |  |  |  |
|  |                                                        |  |  |  |  |  |  |  |  |  |  |  |  |  |  |  |
|  |                                                        |  |  |  |  |  |  |  |  |  |  |  |  |  |  |  |
|  | 29. Teresa de Castro Mañón                             |  |  |  |  |  |  |  |  |  |  |  |  |  |  |  |
|  |                                                        |  |  |  |  |  |  |  |  |  |  |  |  |  |  |  |
|  |                                                        |  |  |  |  |  |  |  |  |  |  |  |  |  |  |  |
|  | 7. Gregoria Díaz de León (1819–1914)                   |  |  |  |  |  |  |  |  |  |  |  |  |  |  |  |
|  |                                                        |  |  |  |  |  |  |  |  |  |  |  |  |  |  |  |
|  |                                                        |  |  |  |  |  |  |  |  |  |  |  |  |  |  |  |
|  | 30. Domingo de León y Fajardo                          |  |  |  |  |  |  |  |  |  |  |  |  |  |  |  |
|  |                                                        |  |  |  |  |  |  |  |  |  |  |  |  |  |  |  |
|  |                                                        |  |  |  |  |  |  |  |  |  |  |  |  |  |  |  |
|  | 15. Teresa de León y la Concha                         |  |  |  |  |  |  |  |  |  |  |  |  |  |  |  |
|  |                                                        |  |  |  |  |  |  |  |  |  |  |  |  |  |  |  |
|  |                                                        |  |  |  |  |  |  |  |  |  |  |  |  |  |  |  |
|  | 31. María Florentina de la Concha y Hurtado de Mendoza |  |  |  |  |  |  |  |  |  |  |  |  |  |  |  |
|  |                                                        |  |  |  |  |  |  |  |  |  |  |  |  |  |  |  |
|  |                                                        |  |  |  |  |  |  |  |  |  |  |  |  |  |  |  |

## Œuvre
Comme auteur
- Horas de estudio (1910, Paris)
- Chupetín : El chupete de la mujer (1913)
- Nacimiento de Dionisios (1916)
- La Versificación irregular en la poesia castellana (1920, Madrid, Revista de filología española)
- En la orilla : mi España (1922)
- La utopía de América (1925, La Plata)
- El Supuesto andalucismo de América (1925, Buenos Aires)
- Apuntaciones sobre la novela en América (1927)
- Seis ensayos en busca de nuestra expresión[3] (1928)
- Cien de las mejores poesías castellanas (1929, Buenos Aires)
- La cultura y las letras coloniales en Santo Domingo (1936, Buenos Aires)
- Sobre el problema del andalucismo dialectal de América (1937)
- El Español en Méjico, los Estados Unidos y la América Central (1938, Buenos Aires, œuvre collective : avec E. C. Hills, F. Semeleder, C. Carroll Marden, M. G. Revilla, A. R. Nykl, K. Lentzner, C. Gagini y R. J. Cuervo)
- Para la historia de los indigenismos : Papa y batata. El enigma del aje. Boniato. Caribe. Palabras antillanas (1938, Buenos Aires)
- Plenitud de España (1940)
- El español en Santo Domingo (1940, Buenos Aires)
- Corrientes Literarias en la América Hispana (1941)
- El Libro del idioma. Lectura, gramatica, composicion, vocabulario (avec Narciso Binayan y Perez, Buenos Aires)
- Antología clásica de la literatura argentina (avec Jorge Luis Borges, Buenos Aires)

Comme éditeur
- Luis Carrillo y Sotomayor, Fabula de Atis y Galatea. Sonetos (1919)

## Publications posthumes
- Las Corrientes literarias en la América Hispánica (1949, Mexique)
- Historia de la cultura en la América hispánica (1949, Mexique)
- Antología (1950, Rep. Dominicaine)
- Correspondencia (1986, Mexico, épistolaire entre Alfonso Reyes et Pedro Henríquez Ureña)
- Memorias (1989, Buenos Aires, publication de son journal)

Anthologies
- Obras Completas en 14 tomos (2009 (Madrid) ; 2014-2015 (Saint-Domingue))

## Reconnaissance
Inaugurée le 28 février 1971, la Biblioteca Nacional Pedro Henríquez Ureña (es) est la bibliothèque nationale de la République dominicaine.